# Saltos ornamentais no Campeonato Europeu de Esportes Aquáticos de 2021 - Trampolim 1 m individual masculino
A prova do trampolim 1 m individual masculino dos saltos ornamentais no Campeonato Europeu de Esportes Aquáticos de 2021 ocorreu no dia 12 de maio na Arena Danúbio, em Budapeste na Hungria.

## Calendário
| Fase       | Data       | Hora  |
| ---------- | ---------- | ----- |
| Preliminar | 12 de maio | 12:00 |
| Final      | 12 de maio | 20:40 |

Todos os horários estão no horário local (UTC+1)

## Medalhistas
| Ouro                   | Prata              | Bronze               |
| Patrick Hausding (GER) | Jack Laugher (GBR) | Giovanni Tocci (ITA) |

## Resultados
Esses foram os resultados da competição.
| Pos.              | Saltador            | Nacionalidade | Preliminar | Preliminar | Final         | Final         |
| Pos.              | Saltador            | Nacionalidade | Pontos     | Pos.       | Pontos        | Pos.          |
| ----------------- | ------------------- | ------------- | ---------- | ---------- | ------------- | ------------- |
| Medalha de ouro   | Patrick Hausding    | Alemanha      | 381.95     | 2          | 427.75        | 1             |
| Medalha de prata  | Jack Laugher        | Reino Unido   | 399.45     | 1          | 402.90        | 2             |
| Medalha de bronze | Giovanni Tocci      | Itália        | 368.05     | 3          | 402.50        | 3             |
| 4                 | Lorenzo Marsaglia   | Itália        | 367.35     | 4          | 371.05        | 4             |
| 5                 | Ilia Molchanov      | Rússia        | 344.30     | 7          | 370.55        | 5             |
| 6                 | Alexis Jandard      | França        | 361.80     | 5          | 365.75        | 6             |
| 7                 | Nicolás García      | Espanha       | 323.85     | 12         | 363.10        | 7             |
| 8                 | Guillaume Dutoit    | Suíça         | 338.65     | 9          | 352.50        | 8             |
| 9                 | Timo Barthel        | Alemanha      | 343.95     | 8          | 349.90        | 9             |
| 10                | Andrzej Rzeszutek   | Polónia       | 331.95     | 10         | 346.45        | 10            |
| 11                | Oleh Kolodiy        | Ucrânia       | 348.60     | 6          | 342.75        | 11            |
| 12                | Vinko Paradzik      | Suécia        | 331.90     | 11         | 312.55        | 12            |
| 13                | Victor Povzner      | Rússia        | 323.20     | 13         | Não avançaram | Não avançaram |
| 14                | Kacper Lesiak       | Polónia       | 309.60     | 14         | Não avançaram | Não avançaram |
| 15                | Jules Bouyer        | França        | 308.55     | 15         | Não avançaram | Não avançaram |
| 16                | Alberto Arévalo     | Espanha       | 306.90     | 16         | Não avançaram | Não avançaram |
| 17                | Ross Haslam         | Reino Unido   | 299.25     | 17         | Não avançaram | Não avançaram |
| 18                | Pascal Faatz        | Países Baixos | 297.80     | 18         | Não avançaram | Não avançaram |
| 19                | Nikolaj Schaller    | Áustria       | 295.80     | 19         | Não avançaram | Não avançaram |
| 20                | Juho Junttila       | Finlândia     | 284.95     | 20         | Não avançaram | Não avançaram |
| 21                | Bram Meulendijks    | Países Baixos | 282.65     | 21         | Não avançaram | Não avançaram |
| 22                | Dariush Lotfi       | Áustria       | 281.40     | 22         | Não avançaram | Não avançaram |
| 23                | Illia Trushyn       | Ucrânia       | 276.10     | 23         | Não avançaram | Não avançaram |
| 24                | Botond Bóta         | Hungria       | 272.50     | 24         | Não avançaram | Não avançaram |
| 25                | Axel Nyborg         | Noruega       | 261.65     | 25         | Não avançaram | Não avançaram |
| 26                | Yury Naurozau       | Bielorrússia  | 260.80     | 26         | Não avançaram | Não avançaram |
| 27                | Uladzislau Sonin    | Bielorrússia  | 257.00     | 27         | Não avançaram | Não avançaram |
| 28                | Max Burman          | Suécia        | 255.70     | 28         | Não avançaram | Não avançaram |
| 29                | Tornike Onikashvili | Geórgia       | 253.05     | 29         | Não avançaram | Não avançaram |
| 30                | Theofilos Afthinos  | Grécia        | 221.20     | 30         | Não avançaram | Não avançaram |
| 31                | Kıvanç Gür          | Turquia       | 213.35     | 31         | Não avançaram | Não avançaram |
| 32                | Orhan Candan        | Turquia       | 210.70     | 32         | Não avançaram | Não avançaram |